# Pietrangelo Buttafuoco
Pietrangelo Buttafuoco (Catania, 2 settembre 1963) è un giornalista, scrittore, conduttore televisivo e opinionista italiano.

## Biografia
Nato a Catania da una famiglia originaria di Agira, in provincia di Enna. Nipote dell'ex parlamentare dell'MSI Antonino Buttafuoco, dopo essersi diplomato presso il liceo classico "Nunzio Vaccalluzzo" di Leonforte, si è laureato in filosofia presso l'Università degli Studi di Catania.
Dirigente nazionale del Fronte della Gioventù, dal 1991 è componente del Comitato centrale del Movimento Sociale Italiano e poi, dal congresso di Fiuggi del gennaio 1995, è componente dell'Assemblea nazionale di Alleanza Nazionale, fino al 2003.
Buttafuoco comincia la sua attività giornalistica collaborando con riviste di destra (Proposta) e con il quotidiano dell'allora MSI-DN, il Secolo d'Italia, dove viene assunto nel 1993. Poi collabora con Il Giornale (con direttore Vittorio Feltri). Tra il dicembre 1995 e il 1996, è direttore del periodico L'Italia settimanale, dove si segnala per copertine dai titoli provocatori. Alla fine degli anni novanta conduce per due stagioni, su Canale 5, chiamato dall'allora direttore Giampaolo Sodano, la trasmissione Sali e Tabacchi. Lasciato Il Giornale, lavora per alcuni anni a Il Foglio di Giuliano Ferrara, prima di approdare nel 2004 a Panorama chiamato da Pietro Calabrese.
Nel 2005 pubblica per la Arnoldo Mondadori Editore il romanzo Le uova del drago, finalista al Premio Campiello 2006. In precedenza per le Edizioni di Ar (di proprietà di Franco Freda), ha pubblicato una raccolta di suoi articoli dal titolo Fogli consanguinei. Nel 2006 realizza su LA7 il programma Giarabub. Il 18 maggio 2007 viene nominato presidente del Teatro Stabile di Catania, succedendo al dimissionario Pippo Baudo. Da giugno a settembre 2007 conduce su LA7, in coppia con Alessandra Sardoni, la trasmissione Otto e mezzo, nella sostituzione estiva dei conduttori Giuliano Ferrara e Ritanna Armeni.
Il 5 febbraio 2008 esce il suo secondo romanzo, L'ultima del Diavolo, in cui si parla della vicenda del monaco cristiano Bahira, che secondo una leggenda avrebbe riconosciuto nel giovane Maometto i segni del carisma profetico. Nel 2008 pubblica anche Cabaret Voltaire, un saggio sul rapporto tra Islam e Occidente. Il 1º febbraio 2009 ha ricevuto la "Candelora d'Oro", riconoscimento istituito dal Comune di Catania nel 1988. Nel novembre 2009 ha pubblicato per Mondadori il volume Fìmmini. Ammirarle, decifrarle, sedurle.
A partire dal novembre 2011 conduce la trasmissione settimanale "Questa non è una pipa" su Rai 5. Nel 2011 pubblica anche il romanzo Il Lupo e la luna. Il 16 novembre 2011 è nominato consigliere d'amministrazione dell'Università degli Studi di Enna "Kore". Dal marzo 2012 collabora a la Repubblica. Dopo 5 anni, il 29 ottobre 2012, si dimette dalla presidenza del Teatro Stabile di Catania. In seguito all'articolo Il dizionario dei destrutti, pubblicato il 4 dicembre 2012 su la Repubblica, viene sospeso da Panorama dal direttore Giorgio Mulé e ha rischiato il licenziamento. Continua a scrivere sul settimanale fino al marzo 2013. Lasciato Panorama, riprende a scrivere per Il Foglio.
Dal 2015 al 2020 scrive per il Fatto Quotidiano. Dal 2019 inizia a collaborare con Il Quotidiano del Sud. A novembre di quell'anno è nominato presidente del Teatro Stabile d'Abruzzo. 
Sempre nel 2015 viene reso noto che Buttafuoco si sarebbe convertito alla religione islamica, che costituirebbe per lui una sorta di «ritorno» nell'autentica tradizione della spiritualità sulle orme di Henry Corbin, René Guénon o Martin Lings.
Nel 2020 vince il Premio letterario La Tore Isola d'Elba, assegnatogli a causa della pandemia a Marciana Marina nel luglio del 2021: il premio ha visto tra i suoi precedenti vincitori autori del calibro di Camilleri, Vitali e Cazzullo.
È direttore del sito Fondazione Leonardo - Civiltà delle macchine e vicedirettore della rivista Civiltà delle macchine. Il 26 ottobre 2023 viene designato presidente della Fondazione La Biennale di Venezia dal Ministro della Cultura Gennaro Sangiuliano; in carica dal 20 marzo 2024.
Nel giugno 2023 pubblica un panegirico in onore di Silvio Berlusconi intitolato "Beato lui. Panegirico dell'arcitaliano Silvio Berlusconi".

## Opere

### Narrativa
- Le uova del drago. Una storia vera al teatro dei pupi, Collana Scrittori italiani e stranieri, Milano, Arnoldo Mondadori Editore, 2005, ISBN 88-04-53536-9. -
  -  Le uova del drago, collana I Delfini, 2ª ed., Milano, La nave di Teseo, 2016, ISBN 978-8893440141.
- L'ultima del Diavolo, Collana Scrittori italiani e stranieri, Milano, Arnoldo Mondadori Editore, 2008, ISBN 978-88-04-56224-5.
- Il lupo e la luna, Collana Narratori italiani, Milano, Bompiani, 2011, ISBN 978-88-452-6776-5.
- Il dolore pazzo dell'amore, Collana Narratori italiani, Milano, Bompiani, 2013, ISBN 978-88-452-7410-7.
- I cinque funerali della Signora Göring, Collana Scrittori italiani e stranieri, Milano, Arnoldo Mondadori Editore, 2014, ISBN 978-88-04-63474-4.
- La notte tu mi fai impazzire. Gesta erotiche di Agostino Tassi, pittore, Collana Art stories, Milano, Skira, 2016, ISBN 978-88-57-23373-4.
- I baci sono definitivi, Collana Oceani, Milano, La nave di Teseo, 2017, ISBN 978-88-93-44110-0.
- Sono cose che passano, Collana Oceani, Milano, La nave di Teseo, 2021.

### Saggi
- Fogli consanguinei, Collana Gli inattuali, Padova, Edizioni di Ar, 2002, ISBN 978-88-98-67215-8.
- L'ora che viene. Intorno a Evola e a Spengler, (con Francesco Ingravalle, Giovanni Damiano, Piero Di Vona, L. Scandoglio), a cura di Giovanni Damiano, Padova, Edizioni di Ar, 2004.
- Cabaret Voltaire. L'Islam, il sacro, l'Occidente, Collana PasSaggi, Milano, Bompiani, 2008, ISBN 978-88-452-6175-6.
- Fìmmini. Ammirarle, decifrarle, sedurle, Collana Scrittori italiani e stranieri, Milano, Arnoldo Mondadori Editore, 2009, ISBN 978-88-04-59490-1.
- Fuochi, Firenze, Vallecchi, 2012, ISBN 978-88-8427-240-9.
- Buttanissima Sicilia. Dall'autonomia a Crocetta, tutta una rovina, Collana PasSaggi, Milano, Bompiani, 2014, ISBN 978-88-452-7795-5.
- Il feroce Saracino. La guerra dell'Islam. Il califfo alle porte di Roma, Collana PasSaggi, Milano, Bompiani, 2015, ISBN 978-88-45-27964-5.
- Armatevi e morite. Perché la difesa fai da te è un inganno (e non è di destra), con Carmelo Abbate, Collana Saggi, Milano, Sperling & Kupfer, 2017, ISBN 978-88-200-6361-0.
- Strabuttanissima Sicilia. Quale altra rovina dopo Crocetta?, Collana Le onde, Milano, La nave di Teseo, 2017, ISBN 978-88-934-4372-2.
- Sotto il suo passo nascono i fiori. Goethe e l'Islam, collana Collana I Fari, Milano, La nave di Teseo, 2019, ISBN 978-88-346-0053-5.
- Salvini e/o Mussolini, Roma, Paper First, ISBN 978-88-997-8499-7.
- Beato lui. Panegirico dell'arcitaliano Silvio Berlusconi, Milano, Longanesi, 2023, ISBN 978-88-304-6143-7.

## Riconoscimenti
- Premio Letterario La Tore isola d'Elba, alla carriera, nel 2020.
- Premio Laurentum alla Cultura 2024.